# Litchfield (Nowy Jork)
Litchfield – miasto w Stanach Zjednoczonych, w stanie Nowy Jork, w hrabstwie Herkimer.